# Cleeve
Cleeve – wieś w Anglii, w hrabstwie ceremonialnym Somerset, w dystrykcie (unitary authority) North Somerset. Leży 16 km na południowy zachód od miasta Bristol i 185 km na zachód od Londynu. W 2001 miejscowość liczyła 941 mieszkańców.